# Sundae Love/summer time〜夏の贈り物〜
「Sundae Love / summer time〜夏の贈り物〜」（サンデー・ラヴ / サマータイム なつのおくりもの）は、AYUSE KOZUEの5枚目のシングルである。2007年8月8日発売。発売元はTOY'S FACTORY。

## 解説
両A面シングル。「Sundae Love」は1stシングル以来のTOWA TEIプロデュース作品。スチャダラパーのMC BOSEをフィーチャリング。「Sundae Love」および「KONOMAMA」は1stアルバム『A♥K』（2007年）に収録。

## 収録曲
作詞・作曲・編曲はAYUSE KOZUEによる。
1. Sundae Love
2. summer time 〜夏の贈り物〜
3. KONOMAMA
4. Sundae Love (instrumental)